# Victor Gustafsson
Victor Gustafsson (* 9. Juli 1990) ist ein ehemaliger schwedischer Skilangläufer.

## Werdegang
Gustafsson startete erstmals im Februar 2009 in Ulricehamn im Scandinavian Cup. In der Saison 2013/14 nahm er am Australia/New Zealand Cup teil, bei dem nach Siegen bei zwei Sprintrennen und einem 10-km-Freistil-Wettbewerb sowie Platz zwei in einem 10-km-klassisch-Rennen die Gesamtwertung der Serie für sich entschied. Im Rollerski wurde Gustafsson 2014 zweifacher schwedischer Meister und gewann im September 2014 gemeinsam mit Marcus Johansson einen Teamsprint im Weltcup. Im Sommer 2017 belegte er den dritten Platz in der Gesamtwertung des Rollerski-Weltcups. Dabei errang er bei der Minitour in Madona den zweiten Platz über 7,5 km klassisch. Bei der Abschlussetappe lief er die schnellste Zeit und kam damit auf den zweiten Platz in der Gesamtwertung. Bei den Rollerski-Weltmeisterschaften 2017 in Sollefteå gelang ihn der 13. Platz im Sprint und der siebte Rang über 22,5 km Freistil. Im Sommer 2018 erreichte er mit zwei dritten, einen zweiten und zwei ersten Plätzen, den zweiten Platz in der Gesamtwertung des Rollerski-Weltcups und im folgenden Jahr den dritten Platz in der Gesamtwertung des Rollerski-Weltcups. Bei den Rollerski-Weltmeisterschaften 2019 in Madona gewann er jeweils die Bronzemedaille im Teamsprint und über 20 km klassisch und die Goldmedaille im Massenstartrennen über 20 km Freistil. Er nahm an keinen Rennen im Skilanglauf-Weltcup teil.

## Erfolge

### Siege bei Continental-Cup-Rennen
| Nr. | Datum           | Ort             | Disziplin                      | Serie                     |
| --- | --------------- | --------------- | ------------------------------ | ------------------------- |
| 1.  | 27. Juli 2013   | Falls Creek     | 1 km Sprint Freistil           | Australia/New Zealand Cup |
| 2.  | 17. August 2013 | Perisher Valley | 1 km Sprint klassisch          | Australia/New Zealand Cup |
| 3.  | 18. August 2013 | Perisher Valley | 10 km Freistil Individualstart | Australia/New Zealand Cup |

### Siege bei Rollerski-Weltcuprennen

#### Siege im Rollerski-Weltcup im Einzel
| Nr. | Datum           | Ort             | Disziplin                  |
| --- | --------------- | --------------- | -------------------------- |
| 1.  | 13. August 2017 | Madona          | 15 km Freistil Verfolgung  |
| 2.  | 21. Juli 2018   | Madona          | 20 km Freistil Massenstart |
| 3.  | 31. August 2018 | Chanty-Mansijsk | 16 km Freistil             |
| 4.  | 10. August 2019 | Madona          | 20 km Freistil Massenstart |

#### Siege im Rollerski-Weltcup im Team
| Nr. | Datum              | Ort           | Disziplin                         |
| --- | ------------------ | ------------- | --------------------------------- |
| 1.  | 21. September 2014 | Val di Fiemme | 10 × 2,3 km Teamsprint Freistil 1 |